# 甘肃省人民代表大会常务委员会
甘肃省人民代表大会常务委员会（简称甘肃省人大常委会）是甘肃省人民代表大会的常设机关，在省人民代表大会全体会议闭会期间代为行使甘肃省人大的权力。

## 历史沿革
1954年8月16日至20日，甘肃省第一届人民代表大会第一次会议在兰州召开，标志着人民代表大会制度在甘肃省的正式建立。从1954年至1966年，一共历经三届甘肃省人民代表大会。1966年文化大革命爆发后，甘肃省人民代表大会的活动完全中断。1968年1月成立的甘肃省革命委员会包揽全省的一切权力。
1977年12月，甘肃省第五届人民代表大会第一次会议召开，标志着人民代表大会制度在甘肃的恢复。1979年7月，五届全国人大二次会议通过《关于修正中华人民共和国宪法若干规定的决议》，其中规定：“县和县以上地方各级人民代表大会设立常务委员会，它是本级人民代表大会的常设机关”。1979年12月，甘肃省五届人大二次会议选举产生甘肃省人民代表大会常务委员会，王世泰当选主任。

## 历届组成人员

### 第五届
- 任期：1979年12月－1983年4月
- 主任：王世泰
- 副主任：李登瀛（1979年12月－1981年1月）、刘海声、吴俊扬（1979年12月－1980年11月）、李培福、曹幼民（1979年12月－1980年3月）、高锦纯、杨嘉瑞、蒙定军、强自修、李克如、吴鸿宾、孙润华、李生华、吴治国、刘兰亭（1981年1月－1983年4月）、贺建山（1981年1月－1983年4月）、杨复兴（1981年1月－1983年4月）、李正廷（1982年1月－1983年4月）
- 秘书长：刘海声（兼，1979年12月－1981年8月） → 吴治国（兼，1981年8月－1983年4月）

### 第六届
- 任期：1983年5月－1988年2月
- 主任：李登瀛（1983年5月－1986年5月） → 刘冰（1986年5月－1988年1月）
- 副主任：王耀华、吴治国（1983年5月－1985年5月）、吴坚（1983年5月－1986年5月）、刘海声（1983年5月－1985年5月）、刘兰亭、贺建山（1983年5月－1986年5月）、李屺阳、蓝天民、邢安民、马丕烈、杨复兴、许飞青（1985年5月－1988年1月）、李福盛（1986年5月－1988年1月）、王道义（1986年5月－1988年1月）
- 秘书长：李文辉

### 第七届
- 任期：1988年2月－1993年1月
- 主任：许飞青
- 副主任：邢安民（1988年2月－1993年1月）、李福盛、王道义、杨复兴、马谦卿、李文辉、马玉海（1989年3月－1993年1月）、流萤（1989年3月－1993年1月）、刘毓汉（1990年3月－1993年1月）、嘉木样·洛桑久美·图丹却吉尼玛（1990年3月－1993年1月）、王占昌（1991年3月－1993年1月）、敬延年（1991年3月－1993年1月）
- 秘书长：敬延年

### 第八届
- 任期：1993年1月－1998年1月
- 主任：卢克俭
- 副主任：马玉海（1993年1月－1996年2月）、嘉木样·洛桑久美·图丹却吉尼玛、王金堂、穆永吉、李萍、姚文仓、胡慧娥、柯茂盛（1994年4月－1998年1月）、饶凤翥（1996年2月－1998年1月）、杨怀孝（1996年2月－1998年1月）
- 秘书长：汤九夫

### 第九届
- 任期：1998年1月－2003年1月
- 主任：卢克俭
- 副主任：嘉木样·洛桑久美·图丹却吉尼玛、杨怀孝、姚文仓、胡慧娥（1998年1月－2001年6月）、柯茂盛、陈绮玲、程有清、杨作林
- 秘书长：胡国斌

### 第十届
- 任期：2003年1月－2008年1月
- 主任：宋照肃（2003年1月－2004年1月） → 苏荣（2004年1月－2006年7月） → 陆浩（2007年1月－2008年1月）
- 副主任：嘉木样·洛桑久美·图丹却吉尼玛、程有清、柯茂盛（2003年1月－2006年1月）、杨作林、丁泽生、吴碧莲（2005年1月－2008年1月）、李德奎、杜颖、石作峰、李膺（2007年1月－2008年1月）、苏志希（2006年1月－2008年1月）
- 秘书长：张玉舜（2003年1月－2005年7月） → 朱志良（2006年1月－2008年1月）

### 第十一届
- 任期：2008年1月－2013年1月
- 主任：陆浩（2008年1月－2012年1月） → 王三运（2012年1月－2013年1月）
- 副主任：洛桑灵智多杰（2008年1月－2011年1月）、嘉木样·洛桑久美·图丹却吉尼玛、朱志良（2008年1月－2011年1月）、马尚英、孙效东、崔玉琴、张开勋（2011年1月－2013年1月）、周多明（2011年1月－2013年1月）
- 秘书长：张开勋（2008年1月－2012年1月）、张绪胜（2012年1月－2013年1月）

### 第十二届
- 任期：2013年1月－2018年1月
- 主任：王三运
- 副主任：罗笑虎（2015年2月－2018年2月）[4]、嘉木样·洛桑久美·图丹却吉尼玛、陆武成（2013年1月－2015年2月）、孙效东、周多明、李慧、马青林
- 秘书长：张绪胜（2013年1月－2017年5月） → 张建昌

### 第十三届
- 任期：2018年1月－－2023年1月
- 主任：林铎（2018年1月－2021年4月） → 尹弘（2021年4月－）
- 副主任：嘉木样·洛桑久美·图丹却吉尼玛、王玺玉（2018年1月－2021年1月）、马青林、陈克恭、吴明明、俞成辉、马廷礼（2022年1月－）、胡焯（2022年1月－）
- 秘书长：张建昌（2018年1月－2021年1月） → 李德新（2021年1月－）

### 第十四届
- 任期：2023年1月－
- 主任：胡昌升（2023年1月－）
- 副主任：马廷礼、胡焯、嘉木样·洛桑久美·图丹却吉尼玛、李沛兴、俞成辉、戴超 (1964年)
- 秘书长：李德新（2021年1月－）